# ワリモ岳
ワリモ岳（ワリモだけ）は、飛騨山脈中部にある、標高2,888mの山。富山県富山市と長野県大町市の境に位置する。

## 概要
長野県・富山県の県境である裏銀座縦走コース上の真砂岳（標高2,862m）と鷲羽岳（標高2,924m）の間にある。真砂岳との間にある水晶小屋（標高2,900m）付近から水晶岳（標高2,986m）を経て赤牛岳（標高2,864m）につながる尾根が伸びる。
漢字では「割物岳」と表記し、割れた岩が聳え立っていることからついたという。

## 登山
山頂はいくつかの岩が積み重なっているため、ルート上では山頂は通らず、少し西側に巻く。
・鷲羽岳 - 山頂（30分）
　鷲羽岳から行くルート。右側が崩れ落ちているため、慎重に歩く必要がある。
・水晶小屋 - 山頂（50分）
　水晶小屋からワリモ北分岐経由で行くルート。小屋手前以外は緩やかで景色を楽しみながらの折ることができる。
・高天原 - 山頂（3時間10分）
　高天原から岩苔乗越経由で登るルート。途中に水晶池がある。岩苔乗越からワリモ北多分岐までは急傾斜な道である。
・黒部源流 - 山頂（2時間）
　黒部源流から岩苔乗越経由で登るルート。岩苔乗越までの道はが急で、草木の生い茂った道となってる。
・雲ノ平 - 山頂（2時間30分）
　雲ノ平から祖父岳経由で行くルート。祖父岳手前に梯子がある。

## 周辺の山
| 山容 | 名称       | 標高(m) | ワリモ岳との距離(km) | 備考                  |
| ---- | ---------- | ------- | -------------------- | --------------------- |
|      | 黒部五郎岳 | 2,839   | 6.0                  | 日本百名山            |
|      | 赤牛岳     | 2,864   | 6.0                  | 日本二百名山          |
|      | 野口五郎岳 | 2,924   | 4.1                  | 日本三百名山          |
|      | 水晶岳     | 2,986   | 2.1                  | 別名は黒岳 日本百名山 |
|      | 祖父岳     | 2,825   | 1.2                  | 雲ノ平                |
|      | ワリモ岳   | 2,888   | 0                    |                       |
|      | 鷲羽岳     | 2,924   | 0.6                  | 鷲羽池 日本百名山     |
|      | 三俣蓮華岳 | 2,841   | 2.5                  | 日本三百名山          |
|      | 双六岳     | 2,860   | 4.3                  |                       |
|      | 槍ヶ岳     | 3,180   | 8.3                  | 日本百名山            |